# Кривоезерский монастырь
Кривоезе́рский монасты́рь (Тро́ицкая Кривоезе́рская пу́стынь) — несохранившийся православный монастырь, который был расположен на холмистом левом берегу Волги, недалеко от впадения в неё рек Унжи и Ненды, к северу от Асафовых гор, напротив города Юрьевца, приблизительно на равном расстоянии от Костромы и Нижнего Новгорода. С трёх сторон был окружён озёрами — Кривым (откуда и произошло его название), Змиевым и Лопённым.
Напротив монастыря через Волгу возвышался город Юрьевец.
Все постройки монастыря — Иерусалимский собор (1816—1827), Троицкий собор (1735—1754), колокольня (1795) — были уничтожены в начале 1950-х годов, когда его территория попала в зону затопления Горьковского водохранилища. Предположительно, разрушение монастыря не было зафиксировано.
После екатерининской реформы получил официальное наименование «Троицкая Кривоезерская заштатная общежительная мужская пустынь». Встречаются также варианты «Кривозерский» и «Кривоозерский».

## Возникновение
Основан в первой половине XVII века по предсказанию блаженного Симона, проживавшего в городе Юрьевце веком ранее. Возникновение монастыря связано с именем почитаемого святого блаженного Симона Юрьевецкого. Причиной постройки был блаженный Симон. В 1594 году он скончался (мощи его находятся под спудом при юрьевецкой Богоявленской церкви, на месте которой более ста лет назад был Богоявленский мужской монастырь). Днём он юродствовал, а ночью молился. Некоторые из граждан Юрьевца ещё при жизни видели его переходившим Волгу «посуху» из пустынного бора, где впоследствии и был построен монастырь. Одним из очевидцев был Пётр Сутырев, который захотел ночью увидеть преподобного Симона. При виде столь необычного зрелища он ужаснулся, но Симон успокоил его и, назвав своё имя и махнув рукой в сторону, сказал: «Через 40 лет после кончины моей изваянием Божьим будет создан монастырь».
В 1624 году здесь поселились «любители уединения», которые уже к 1641 года имели деревянный храм Пресвятой Троицы с четырьмя приделами: Знамения Пресвятой Богородицы, Священномученика Антипы, Благоверного князя Александра Невского и Преподобного Варлаама Хутынского. Первоначальником пустыни был её первооснователь монах Симеон. Построение пустыни началось по указу царя Алексея Михайловича, о чём свидетельствует грамота от 1648 года, по которой «велено быть в Кривоезерской пустыни строителем чёрному попу (иеромонаху) Сергию».
Согласно Писцовой книге 1676 года, монастырь был построен в 1643 году старцем Симеоном мирским подаянием. В обители в это время были деревянная церковь Троицы с четырьмя приделами, тёплая церковь Николая Чудотворца, келья строителя, хлебная келья, семь братских келий. Монастырь был обнесён деревянной оградой и получал «государеву ругу по осми Рублев на год». По сведениям иеромонаха Филумена, в середине XIX века в монастыре сохранялось несколько грамот о начале строительства, позволяющих предположить основание между 1634 и 1641 годами. Основателями монастыря, исполнившими предсказание святого, стали иноки во главе с монахом Симеоном в 1620-е — 1630-е годы XVII века.
Пустынь была построена на песчаных холмах и окружена с трёх сторон озёрами: Кривым, Змиевым и Лопенным. С южной стороны к монастырю примыкали песчаные возвышенности, называемые Асафовыми горами.

## История
Исторические сведения о раннем периоде Кривоезерской пустыни крайне скудны. Сохранились лишь пять царских и патриарших грамот, копия писцовой книги Желябужского, а также черновые приходо-расходные записи монастырских казначеев. Тем не менее, известно, что с самого основания в Кривоезерской пустыни был установлен общежительный устав: братия пользовалась общей трапезой, получала готовую одежду и обувь из монастырских средств, а денежное содержание не предусматривалось.

### Основание и ранний период (XVII век)
Кривоезерский монастырь, основанный в XVII веке, оказал значительное влияние на распространение монашества в Поволжье. К нему были приписаны несколько других обителей, в том числе Юрьевецкая Ломовая пустынь (упразднена в 1680—1688 годах), Макариевская пустынь на реке Немде (упразднена в 1708 году), Свято-Троицкая Пелегова пустынь, Троицкая пустынь на реке Немде, Успенская Дорофеева пустынь, а также, на некоторое время, Макариев-Решемский монастырь. После упразднения Ломовой и Немдской пустыней их имущество было передано Кривоезерскому монастырю, укрепив его экономическое положение. В начале XIX века кривоезерский игумен Феодосий способствовал возрождению Николаевско-Надеевской пустыни, связанной с именем преподобного Тимона Надеевского, который ранее был братом Кривоезерской пустыни.

### XVIII век: Установление почитания иконы и каменное строительство
Важной вехой в истории монастыря стал 1709 год, когда в обитель пришел инок Корнилий (в миру Кирилл Уланов), бывший царский иконописец. По благословению игумена Леонтия, также выходца из столицы, Корнилий написал Иерусалимскую икону Божией Матери, список с чудотворного образа из Московского Успенского собора. Игумен Леонтий, прибывший в пустынь ранее Корнилия, составил сказание о написании иконы и службу ей. Местное празднование иконе установили в 1714 году, 20 августа. Согласно преданию, написанная Корнилием икона прославилась чудотворениями, одно из которых произошло в 1859 году в Юрьевце-Повольском, во время сильного пожара. Молитвенное обращение к иконе, вынесенной к месту бедствия, якобы способствовало укрощению огня. Помимо Иерусалимской иконы, Корнилий написал также две иконы Знамения Пресвятой Богородицы и икону Святителя Николая.
В 1735 году, при игумене Леонтии, началось строительство каменного Троицкого собора. Из-за финансовых трудностей строительство затянулось на два десятилетия. В 1741 году был освящён Знаменский придел, в 1748 году храм был в основном построен, главный престол освятили в 1754 году, а Никольский придел — в 1755 году. Первоначально собор был одноглавым, с деревянными главами и кровлей, имел два придела и деревянную паперть с западной стороны.=. Также при игумене Леонтии был составлен келейный устав для монахов — «Правило Троезерской пустыни».

### Перестройка конца XVIII века
После завершения строительства Троицкого собора монастырь на протяжении 40 лет испытывал материальные затруднения. Ситуация изменилась после пожара 1781 года. Иерусалимская икона Богоматери, уцелевшая в огне, стала почитаться как чудотворная, что привлекло в обитель паломников и пожертвования. Весть о бедственном положении монастыря дошла до епископа Костромского и Галичского Павла I, который предпринял меры по его благоустройству, назначив настоятелем иеромонаха Софрония.
В 1795 году началась масштабная перестройка монастырского комплекса под руководством губернского архитектора, предположительно Николая Ивановича Метлина. В 1794 году, перед началом работ, архитектор зафиксировал состояние обители: каменная Троицкая церковь с двумя приделами, деревянные главы и кровли в ветхом состоянии, кирпичные полы местами разрушены, деревянная трапезная обветшала, колокольня отсутствовала, шесть деревянных келий и двое полуразрушенных святых ворот. Отмечалась также невозможность возведения деревянной ограды из-за разлива воды.
В ходе перестройки Троицкий храм был значительно перестроен в стиле «восьмерик на четверике», увенчан главой и покрыт железом, окна растесаны, деревянная трапезная заменена каменной, к приделам пристроены каменные крыльца. В 1795 году возвели каменную трехъярусную колокольню с немецкими боевыми часами. В 1796 году с северной стороны построили теплую каменную церковь Александра Невского. В 1797 году на западной и юго-западной сторонах возвели каменную братскую трапезную, шесть каменных келий, Настоятельский и Казначейский корпуса, двое каменных святых ворот и каменную ограду. В 1799 году на восточной стороне построили каменный больничный храм Антипы Пергамского с шестью кельями для больных и престарелых монахов. В результате этих работ к концу XVIII века сложился архитектурный ансамбль в стиле классицизма. В 1793 году строителем Кривоезерской пустыни был назначен иеромонах Софроний, постриженик Валаамского монастыря, который ввел в обители Валаамский устав.

### XIX век: Расцвет и новые постройки
В XIX веке монастырь продолжил свое развитие и благоустройство. В 1815 году строителем Кривоезерской пустыни был назначен иеромонах Феодосий (Крюков), постриженик Никольского Песношского монастыря, который продолжил введение общежительных правил по образцу Песношской обители. В 1816 году по обе стороны от колокольни построили восемь каменных келий. В том же году был заложен большой каменный Иерусалимский собор с приделами Сретения Господня, Сергия Радонежского и Варлаама Хутынского. Строительство собора, выполненного в стиле раннего классицизма, завершилось в 1827 году, несмотря на обрушение купола в 1822 году, вызванное отступлениями от первоначального проекта. Иерусалимский собор имел пять глав, три входа, хоры и лепной декор в интерьере. Возведение этого собора окончательно сформировало монастырский ансамбль в стиле классицизма. Пространственная композиция ансамбля была задумана в форме архитектурного креста из храмов и колокольни, ориентированного таким образом, чтобы все храмы хорошо просматривались с соборной площади Юрьевца, расположенной на противоположном берегу Волги. В 1817 году был утвержден новый монастырский устав, подписанный игуменом Феодосием и всей братией.
В 1860-е годы, при архимандрите Паисии I, продолжилось благоустройство монастыря. Была построена каменная двухэтажная гостиница для паломников в стиле эклектики с элементами неоренессанса, а также две восьмигранные башни на западной стене, оформлявшие парадный вход в обитель.

### Упадок и разрушение (XX век)
К концу XIX века на части монастырских земель был построен лесопильный завод Бранта, а монастырская заводь была превращена в затон с судоремонтными мастерскими. После революции 1917 года монастырь был закрыт. В советское время на его территории размещались учреждения для малолетних преступников, а затем был создан первый совхоз уезда «Кривоозерье», где работали бывшие заключенные. Бывшие монашеские кельи использовались для проживания, а церковные здания переоборудовали под мастерские. В 1930-е годы на базе совхоза «Кривоозерье» был создан совхоз «Маяк». В начале 1950-х годов, в связи со строительством Горьковского водохранилища, территория монастыря была затоплена. В 2000 году на акватории водохранилища, над фундаментом лесопильного завода, был установлен поклонный крест в память о монастыре.

### Кривоезерский монастырь в искусстве
Образ Кривоезерского монастыря запечатлен на двух картинах известного русского художника Исаака Ильича Левитана: «Тихая обитель» (1890) и «Вечерний звон» (1892). Софья Пророкова в биографии Левитана писала о впечатлении художника от монастыря:
Юрьевец привлёк симпатии художника. Обворожил его один монастырь, расположенный в лесу на противоположном берегу около большого Кривого озера. Дивные истории рассказывали Левитану о прошлом Кривозерского монастыря. Левитан слушал легенды и всё чаще переезжал на лодке к монастырю. Шёл по узким хрупким лавам, бродил вокруг массивных башен. В альбоме появились первые эскизы… Левитан писал с редкостным увлечением и упорством. Картина нравилась самому. Тишина, предвечернее умиротворение. «Тихая обитель» произвела огромное впечатление на выставке.